# Naturwissenschaftliche Gesellschaft ISIS Dresden
Die Naturwissenschaftliche Gesellschaft ISIS Dresden e. V. war ein Verein, der sich „als kompetentes Forum für die Pflege interdisziplinärer Arbeit in den Naturwissenschaften sowie als Kommunikationszentrum für naturwissenschaftlich orientierte Institutionen in Öffentlichkeit und Politik“ betrachtete und auf dieser Basis ein breitgefächertes Angebot an Vorträgen anbot.

## Geschichte
Die heutige ISIS ist eine Neugründung des am 19. Dezember 1833 in Dresden gegründeten Vereins zur Beförderung der Naturkunde. Im Mai 1835 wurde der inzwischen ausgewählte Name „ISIS“ (in Anlehnung an die Göttin Isis, um damit die Weltoffenheit der Gesellschaft auszudrücken) als Vereinsname offiziell genehmigt. Die Gesellschaft stand jedem naturwissenschaftlich Interessierten offen, anders als andere naturwissenschaftliche Gesellschaften dieser Zeit, die nur dem akademisch gebildeten Adel oder höherem Bürgertum vorbehalten waren. Zweck der Gesellschaft war insbesondere die naturwissenschaftliche Erforschung Sachsens.
In den Statuten von 1844 lautete der Name der Gesellschaft ISIS, Gesellschaft für specielle, besonders vaterländische Naturkunde. Im Jahr 1866 wurde die Statuten geändert, der Name war nunmehr Isis, Gesellschaft für Naturkunde.
Eine Besonderheit der Versammlungen der ISIS waren die Vorweisungen: Um verschiedene Forschungsergebnisse den Mitgliedern anschaulich darzustellen, wurden Tiere, Pflanzen, Fossilien, Mineralien usw. präsentiert und besprochen. Die persönliche Anwesenheit und das Engagement bei den Vereinstreffen war sehr wichtig; für Mitglieder, die dies nicht wahrnehmen konnten, gab es den Status „correspondierendes Mitglied“ oder „beförderndes Mitglied“.
Ab 1844 gab es fachbezogene Sektionen: für Botanik, Zoologie, Geologie und Mineralogie, später kamen noch Mathematik, Physik, Chemie und Vorgeschichte hinzu. Die Ergebnisse gemeinsamer Diskussionen wurden ab 1861 in Sitzungsberichten und Fachzeitschriften veröffentlicht.
Die Bibliothek der ISIS (knapp 14.000 Bände) wurde in den 1920er Jahren der Sächsischen Landesbibliothek übereignet, viele andere Unterlagen wurden 1945 vernichtet. Inzwischen ist die gesamte Zeitschriftenreihe der Gesellschaft samt Vorläufern seit 1846 bei der SLUB Dresden digitalisiert verfügbar (siehe Veröffentlichungen und Weblinks).
Der Verein löste sich 2019 auf, 185 Jahre nach seiner Gründung.

## Veröffentlichungen und Quellen
- Allgemeine deutsche Naturhistorische Zeitung (1846–1847, 1855–1857) Online bei SLUB
- Denkschriften der Naturwissenschaftlichen Gesellschaft ISIS zu Dresden – Festgabe zur Feier ihres fünfundzwanzigjährigen Bestehens (1860) Online bei SLUB
- Materialien zur Frühgeschichte der Naturwiss. Gesellschaft ISIS in Dresden Online bei SLUB
- Sitzungsberichte der Naturwissenschaftlichen Gesellschaft ISIS zu Dresden (1861–1880) und Sitzungsberichte und Abhandlungen der Naturwissenschaftlichen Gesellschaft ISIS zu Dresden (ab 1881) Online bei SLUB
- Festschrift der Naturwissenschaftlichen Gesellschaft Isis in Dresden zur Feier ihres 50jährigen Bestehens am 14. Mai 1885 Online bei SLUB
- Materialien zur Frühgeschichte der Naturwiss. Gesellschaft ISIS in Dresden - Mscr.Dresd.App.1665, 170 Fotographien von Mitgliedern der ISIS Online bei SLUB
- Sitzungsberichte und Abhandlungen, Jg. 1997 bis 2003. Dresden 2004
- Sitzungsberichte und Abhandlungen, Jg. 2004–2005. Dresden/Bautzen 2006
- Sitzungsberichte und Abhandlungen, Jg. 2016 bis 2019. Dresden 2020
- Festschrift 175 Jahre Naturwissenschaftliche Gesellschaft ISIS Dresden, Dresden-Bautzen, 2009.

## Präsidenten
- Werner Coblenz (1990–1995)
- Harald Walther (1996–2004)
- Lydia Icke-Schwalbe (2004–2014)
- Christoph Neinhuis (2014–2018)
- Lydia Icke-Schwalbe (2018–2019)

## Mitglieder (Auswahl)
- Ernst Abbe (Ehrenmitglied)
- Richard Baldauf (Ehrenmitglied)
- Joachim Barrande (Ehrenmitglied)
- August Adolph von Berlepsch
- Ida von Boxberg (Ehrenmitglied)
- Gustav Brandes
- Carl Gustav Carus
- Werner Coblenz
- Hermann Credner (Ehrenmitglied)
- Johannes Deichmüller (Ehrenmitglied)
- Adolph Ferdinand Duflos (Ehrenmitglied)
- Wolfram Dunger
- Oscar Drude (Ehrenmitglied)
- Lothar Eißmann
- Hermann Engelhardt (Ehrenmitglied)
- Walther Fischer
- Alexander Flamant
- Hanns Bruno Geinitz (Ehrenpräsident)
- Heinrich Göppert (Ehrenmitglied)
- Carl Wilhelm von Gümbel (Ehrenmitglied)
- Julius Hammer
- Hans-Jürgen Hardtke
- Karl Ernst Hartig
- Oswald Heer (Ehrenmitglied)
- Georg Helm (Ehrenmitglied)
- Walther Hempel
- Walther Hesse
- Ferdinand von Hochstetter (Ehrenmitglied)
- Ferdinand Hueppe (Ehrenmitglied)
- Klaus-Dieter Jäger
- Arnold Jacobi
- Ernst Kalkowsky (Ehrenmitglied)
- Hermann Krone (Ehrenmitglied)
- Bernhard von Lindenau
- Friedrich Märkel (1790–1860)
- Wilhelm Robert Nessig
- Hans Prescher
- Ludwig Reichenbach
- Friedrich Alwin Schade
- August Schenk (Ehrenmitglied)
- Oskar Schlömilch
- Konrad Sickel
- Bruno Steglich
- Franz Gustav Straube
- Rudolf Virchow (Ehrenmitglied)
- Waltraud Voss
- Olof Winkler
- Alexander Witting
- Gustav Anton Zeuner
- Ferdinand Zirkel (Ehrenmitglied)